# Davichi
Davichi (кор. 다비치) — південнокорейський жіночий музичний гурт сформований у 2008 році агенцією Core Contents Media. Дует складається з Лі Хе Рі та Кан Мін Кьон.

## Кар'єра
Дебютний студійний альбом Davichi Amaranth вийшов наприкінці січня 2008 року. Вже у наступному місяці, Davichi з піснею «I Love You Even Though I Hate You» стали найпопулярнішим новим гуртом лютого. Наприкінці того ж року вони отримали ще декілька нагород південнокорейський музичних премій. У березні 2009 року вийшов перший мініальбом гурту Davichi in Wonderland, головна пісня якого «8282» піднялася на вершини хіт-парадів країни. У травні наступного року побачив світ другий мініальбом гурту Innocence. Наприкінці серпня 2011 року Davichi випустили третій мініальбом Love Delight, головна пісня якого «Don't Say Goodbye» три тижні поспіль посідала першу сходинку корейських хіт-парадів.
У 2013 році Davichi випустили декілька успішних синглів, у тому ж році побачив світ їх другий студійний альбом Mystic Ballad. Влітку 2014 року закінчився контракт Davichi з музичним агентством Core Contents Media, натомість у липні був заключений ексклюзивний контракт з агенцією CJ E&M. У січні 2015 року вийшов п'ятий мініальбом Davichi Hug, який став першим в дискографії гурту після переходу до нової агенції. У жовтні наступного року Davichi представили свій шостий мініальбом 50 x Half.
До десятиріччя з дня створення гурту вийшов третій студійний альбом &10 з головним синглом «Days Without You».

## Дискографія
- Amaranth (2008)
- Mystic Ballad (2013)
- &10 (2018)

## Нагороди
| Рік  | Нагорода                     | Категорія                 | Робота                | Результат | Прим. |
| ---- | ---------------------------- | ------------------------- | --------------------- | --------- | ----- |
| 2008 | Cyworld Digital Music Awards | Новачок місяця (лютий)    | Davichi               | Перемога  |       |
| 2008 | Cyworld Digital Music Awards | Пісня місяця (липень)     | «Love and War»        | Перемога  |       |
| 2008 | Golden Disc Awards           | Кращий новий виконавець   | Davichi               | Перемога  |       |
| 2008 | Mnet Asian Music Awards      | Кращий новий дівочий гурт | Davichi               | Перемога  | [ 4 ] |
| 2009 | Cyworld Digital Music Awards | Пісня місяця (березень)   | «8282»                | Перемога  |       |
| 2009 | Golden Disc Awards           | Нагорода Бонсан           | Davichi in Wonderland | Перемога  |       |
| 2009 | Seoul Music Awards           | Кращий новий виконавець   | Davichi               | Перемога  |       |
| 2009 | Melon Music Awards           | Топ-10 артистів           | Davichi               | Перемога  |       |
| 2010 | Cyworld Digital Music Awards | Нагорода Бонсан           | Davichi               | Перемога  |       |
| 2010 | Seoul Music Awards           | Нагорода Бонсан           | «8282»                | Перемога  |       |
| 2011 | Cyworld Digital Music Awards | Пісня місяця (вересень)   | «Don't Say Goodbye»   | Перемога  |       |
| 2012 | Gaon Chart Music Awards      | Артист року               | «Don't Say Goodbye»   | Перемога  |       |
| 2012 | Mnet Asian Music Awards      | Найкращий вокал (гурти)   | «Will Think Of You»   | Перемога  |       |
| 2013 | Melon Music Awards           | Топ-10 артистів           | Davichi               | Перемога  |       |
| 2014 | Golden Disc Awards           | Цифрова нагорода Бонсан   | «Turtle»              | Перемога  |       |
| 2014 | Gaon Chart Music Awards      | Артист року               | «Turtle»              | Перемога  |       |
| 2016 | Mnet Asian Music Awards      | Найкращий вокал (гурти)   | «Beside Me»           | Перемога  |       |